# Pontailler-sur-Saône
Pontailler-sur-Saône je naselje in občina v francoskem departmaju Côte-d'Or regije Burgundije. Leta 2006 je naselje imelo 1.305 prebivalcev.

## Geografija
Kraj leži na skrajnem vzhodu pokrajine Burgundije ob meji s Franche-Comté ob reki Saoni, 31 km vzhodno od središča Dijona.

## Uprava
Pontailler-sur-Saône je sedež istoimenskega kantona, v katerega so poleg njegove vključene še občine Binges, Cirey-lès-Pontailler, Cléry, Drambon, Étevaux, Heuilley-sur-Saône, Lamarche-sur-Saône, Marandeuil, Maxilly-sur-Saône, Montmançon, Perrigny-sur-l'Ognon, Saint-Léger-Triey, Saint-Sauveur, Soissons-sur-Nacey, Talmay, Tellecey, Vielverge in Vonges s 7.059 prebivalci.
Kanton Pontailler-sur-Saône je sestavni del okrožja Dijon.